# Constantin Rafinesque
Constantin Samuel Rafinesque est un naturaliste et un archéologue américain d'origine franco-germano-italienne, né le 22 octobre 1783 à Constantinople (Empire ottoman), et mort le 18 septembre 1840 à Philadelphie (États-Unis).
Ce polyglotte surdoué s'intéresse à la zoologie, la botanique, la malacologie, la météorologie et la littérature ainsi qu'à l'évolution. Excentrique, son comportement fut souvent incompris par ses contemporains.

## Biographie
Constantin Samuel Rafinesque naît à Galata (un quartier de Constantinople) en 1783,. Son père François Georges Rafinesque est un négociant et armateur marseillais, alors que sa mère Madeleine Schmaltz, d'origine germanique mais née à Constantinople, est de langue grecque. La famille revient peu après s'établir à Marseille.
En 1792, alors que son mari est en voyage, Madeleine s'éloigne des soubresauts de la Révolution française et s'installe à Livourne, en Toscane. François Georges meurt l'année suivante à Philadelphie (Pennsylvanie, États-Unis), des suites de la fièvre jaune.
En 1802 Constantin part travailler avec son frère dans une entreprise d'horticulture à Philadelphie, et  herborise dans le New Jersey, le Delaware et la baie de Chesapeake ; il s'intéresse aussi aux poissons. Début 1805 il rejoint un poste lucratif à Palerme, en Sicile. Il aura passé la majeure partie de son adolescence en Italie, où il se sera cultivé essentiellement par lui-même ; à l'âge de 12 ans, il savait le latin et avait constitué un herbier. En 1810 il fait paraître deux ouvrages d'ichtyologie : Caratteri di Alcuni Nuovi Generi et Ittiologia Siciliana.
En 1815, son épouse le quitte et son fils, prénommé Linné (en hommage à Carl von Linné), meurt. Il décide alors de retourner en Amérique mais il perd sa bibliothèque (qui représente cinquante caisses de livres) et sa collection personnelle (dont 60 000 coquillages) lorsque le bateau les acheminant de Toscane sombre au large du Connecticut.
À New York, en 1818, il devient membre du nouveau Lyceum of Natural History. À cette date, il a déjà décrit et nommé plus de 250 nouvelles espèces de végétaux et d'animaux. Lentement, il reconstitue sa collection.
En 1819, il devient professeur de botanique à l'université « Transylvania » à Lexington dans le Kentucky. Il y enseigne le français et l'italien. Il se lance dans la description de toutes les espèces nouvelles qu'il rencontre. Il fait paraître Ichthyologia Ohiensis en 1820 sur les poissons de la rivière Ohio.
Il publie en 1825 Neogenyton, qui lui vaut de nombreuses critiques des botanistes qu'il fréquente. Au printemps 1826, il doit démissionner de son poste à l'université pour des raisons que l'on ne cerne pas très bien (d'aucuns[Qui ?] ont supposé qu'il avait une aventure avec l'épouse du président de l'université ; d'autres[Qui ?] qu'il n'assurait pas les cours dont il était chargé).
Il s'installe à Philadelphie sans emploi. Il donne des cours publics et fait paraître des ouvrages à compte d'auteur. Son livre Medical Flora, a manual of the Medical Botany of the United States of North America (1828-1830) est, sans doute, son œuvre la plus connue.

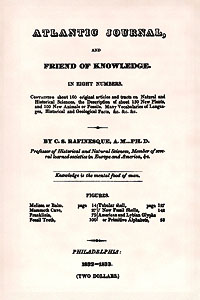
Atlantic Journal (1832-1833)

Dans Herbarium rafinesquianum, il décrit de nombreuses nouvelles plantes. Il s'intéresse également aux collections rapportées par l'expédition Lewis et Clark. Il décrit ainsi plusieurs espèces nouvelles dont le chien de prairie (Cynomys ludovicianus), la souris à pattes blanches (Peromyscus leucopus) le cerf mulet ou cerf à queue noire (Odocoileus hemionus).
Dans les livres qu'il publie entre 1836 et 1838, il propose des centaines de nouveaux genres et des milliers de nouvelles espèces (on évalue à plus de 6 700 taxons dont il est l'auteur). Sa propension à définir comme nouvelle espèce toute créature observée ou qu'on lui décrit, le met au ban de la communauté scientifique. Naïf, il tombe dans des pièges : d'une lettre où Jean-Jacques Audubon lui décrit un poisson et une tortue appartenant à la mythologie, Rafinesque tire aussitôt deux nouvelles espèces. Les journaux scientifiques américains refusant de publier ses articles : il les fait paraître dans un journal régional, le Kentucky Gazette ou dans deux publications qu'il a fondées (Annals of Nature, 1820, et Journal and Friend of Knowledge, 1832).
Il alterne ainsi de très bons travaux d'histoire naturelle avec quelques œuvres en apparence fantaisistes (comme son livre de 1819 sur les serpents de mer).
Il découvre même une nouvelle espèce de chauve-souris inconnue dans la propre maison d'Audubon et développe sa propre version de la théorie de l'évolution. Facétieux, il crée en 1836 un document-canular intitulé Walam Olum, dans lequel il affirme être capable de traduire les écrits d'anciens amérindiens Delawares. Il s'est également intéressé à l'écriture des anciens Mayas, qui n'était pas encore déchiffrée (le glyphe maïs).
Il meurt d'un cancer non diagnostiqué. Sans descendance, ses collections sont dispersées ou détruites. En 1924, ses restes supposés sont transférés à l'université Transylvania pour y recevoir une sépulture décente.
En 1841, Thomas Nuttall lui dédie le genre Rafinesquia (famille des Asteraceae) qui comporte deux espèces.

## Liste partielle des publications
- 1810 : Indice d'ittiologia siciliana; ossia, catalogo metodico dei nomi latini, italiani, e siciliani dei pesci, che si rinvengono in Sicilia disposti secondo un metodo naturale e seguito da un appendice che contiene la descrizione de alcuni nuovi pesci sicilian. Messine : 1–70, 2 pls.
- 1814 : Specchio delle scienze (Palerme).
- 1814 : Principes fondamentaux de somiologie, ou les lois de la nomenclature et de la classification de l'empire organique, ou des animaux et des végétaux (Palerme).
- 1815 : Analyse de la nature, ou tableau de l’univers et des corps organisés (Palerme), dans lequel il tente d'élaborer un nouveau système de classification.
- 1817 : Florula ludoviciana, traduit de l'essai de Charles César Robin (Paris, 1807, T. 3)[6].
- 1824: Ancient history, or Annals of Kentucky; with a survey of the ancient monuments of North America, and a tabular view of the principal languages and primitive nations of the whole earth — Un exemplaire numérique peut être consulté librement sur Archive.org.
- 1825 : Neogenyton.
- 1828-1830 : Medical Flora, a manual of the Medical Botany of the United States of North America.
- 1832-1833 : Atlantic Journal and Friend of Knowledge (8 volumes).
- 1832 : A monograph of the fluviatile bivalve shells of the river Ohio — Un exemplaire numérique peut être consulté librement sur Archive.org.
- 1836 : A life of Travels.
- 1836 : The American nations; or, outlines of their general history, ancient and modern, including: the whole history of the earth and mankind in the western hemisphere; the philosophy of American history; the annals, traditions, civilization, lanuguages, &c., of all the American nations, tribes, empires, and states — Un exemplaire numérique peut être consulté librement sur Archive.org.
- 1836-1838 : New flora and botany of North America (4 volumes).
- 1838 : Alsographia americana.
- 1838 : Sylva tellurana. Mantis synopt. New genera and species of trees and shrubs of North America, and other regions of the earth, omitted or mistaken by the botanical authors and compilers, or not properly classified, now reduced by their natural affinities to the proper natural orders and tribes — Un exemplaire numérique peut être consulté librement sur Archive.org.
- 1838 : The ancient monuments of North and South America — Un exemplaire numérique peut être consulté librement sur Archive.org.
- 1840 : Autikon botanikon. Icones plantarum select. nov. vel rariorum, plerumque americana, interdum african. europ. asiat. oceanic. — Un exemplaire numérique peut être consulté librement sur Archive.org.